# Вистовичи
Вистовичи (укр. Вістовичі) — село в Рудковской городской общине Самборского района Львовской области Украины.
Население по переписи 2001 года составляло 575 человек. Занимает площадь 6,914 км².